# Michel Souamas
Michel Souamas (26 febbraio 1975) è un ex calciatore gabonese, di ruolo portiere.

## Carriera

### Nazionale
Ha debuttato in Nazionale il 22 febbraio 1997, in Namibia-Gabon (1-1). Ha partecipato, con la Nazionale, alla Coppa d'Africa 2000. Ha collezionato in totale, con la maglia della Nazionale, tre presenze.

## Statistiche

### Cronologia presenze e reti in Nazionale
| Cronologia completa delle presenze e delle reti in nazionale ― Gabon | Cronologia completa delle presenze e delle reti in nazionale ― Gabon | Cronologia completa delle presenze e delle reti in nazionale ― Gabon | Cronologia completa delle presenze e delle reti in nazionale ― Gabon | Cronologia completa delle presenze e delle reti in nazionale ― Gabon | Cronologia completa delle presenze e delle reti in nazionale ― Gabon | Cronologia completa delle presenze e delle reti in nazionale ― Gabon | Cronologia completa delle presenze e delle reti in nazionale ― Gabon |
| Data                                                                 | Città                                                                | In casa                                                              | Risultato                                                            | Ospiti                                                               | Competizione                                                         | Reti                                                                 | Note                                                                 |
| -------------------------------------------------------------------- | -------------------------------------------------------------------- | -------------------------------------------------------------------- | -------------------------------------------------------------------- | -------------------------------------------------------------------- | -------------------------------------------------------------------- | -------------------------------------------------------------------- | -------------------------------------------------------------------- |
| 22-02-1997                                                           | Windhoek                                                             | Namibia                                                              | 1 – 1                                                                | Gabon                                                                | Qual. Coppa d'Africa 1998                                            | -1                                                                   | 85’                                                                  |
| 17-08-1997                                                           | Casablanca                                                           | Marocco                                                              | 2 – 0                                                                | Gabon                                                                | Qual. Mondiali 1998                                                  | -2                                                                   |                                                                      |
| 06-01-2000                                                           | Il Cairo                                                             | Egitto                                                               | 4 – 0                                                                | Gabon                                                                | Amichevole                                                           | -3                                                                   | 46’                                                                  |
| Totale                                                               |                                                                      | Presenze                                                             | 3                                                                    |                                                                      | Reti                                                                 | -6                                                                   |                                                                      |

## Palmarès

### Club

#### Competizioni nazionali
- Campionato gabonese di calcio: 2

Petrosport: 1999
Bitam: 2003
- Coppa del Gabon: 1

Bitam: 2003